# Georg Ludwig von Nassau-Dillenburg
Georg Ludwig von Nassau-Dillenburg (* 4. März 1618; † 19. Februar 1656) war Erbprinz von Nassau-Dillenburg und Mitglied der Fruchtbringenden Gesellschaft.

## Leben
Georg Ludwig wurde als Sohn des Fürsten Ludwig Heinrich von Nassau-Dillenburg (1594–1662) und dessen Gemahlin Katharina von Sayn-Wittgenstein (1588–1651), Tochter des Grafen Ludwig von Sayn-Wittgenstein, geboren.
Am 29. April 1638 heiratete er Anna Auguste von Braunschweig-Lüneburg (1612–1673), Tochter des Herzogs Heinrich Julius von Braunschweig-Lüneburg und der Elisabeth von Dänemark. Der Ehe entstammten die Kinder Sophie Eleonore (1640–1712), Heinrich (1641–1701), Charlotte (1643–1686,  ⚭ Graf Ferdinand Gobert von Aspremont) und Luise (1652–1670).
Georg Ludwig war Mitglied der Fruchtbringenden Gesellschaft und führte den Namen „Der Wackere“. Er verstarb bereits 1656, vor seinem Vater. Nach dem Tod seines Vaters im Jahre 1662 wurde Georg Ludwigs Sohn Heinrich dessen Nachfolger und führte nach dem Tod seines Onkels Adolf auch den Titel Fürst von Nassau-Dillenburg.

## Sonstiges
Von seiner Gemahlin Anna Auguste ist der Spruch „Gott ist mein Trost. Grand venteurs  Petit faiseurs (Große Prahler, kleine Arbeiter)“  überliefert.
Georg Ludwigs Sohn Heinrich kreierte den Wahlspruch „Noble divertissement (Edles Vergnügen) “  mit dem von ihm 1697 gestifteten nassauischen Jagdorden.